# Celerina/Schlarigna
Celerina/Schlarigna (deutsch/italienisch Celerina, rätoromanisch Schlarignaⓘ) ist eine politische Gemeinde im Schweizer Kanton Graubünden. Sie gehört zur Region Maloja.
Bis ins Jahr 1943 hiess die Gemeinde offiziell Celerina. Danach nannte sie sich sieben Jahre lang Schlarigna/Celerina; seit 1950 heisst sie  Celerina/Schlarigna.

## Geographie

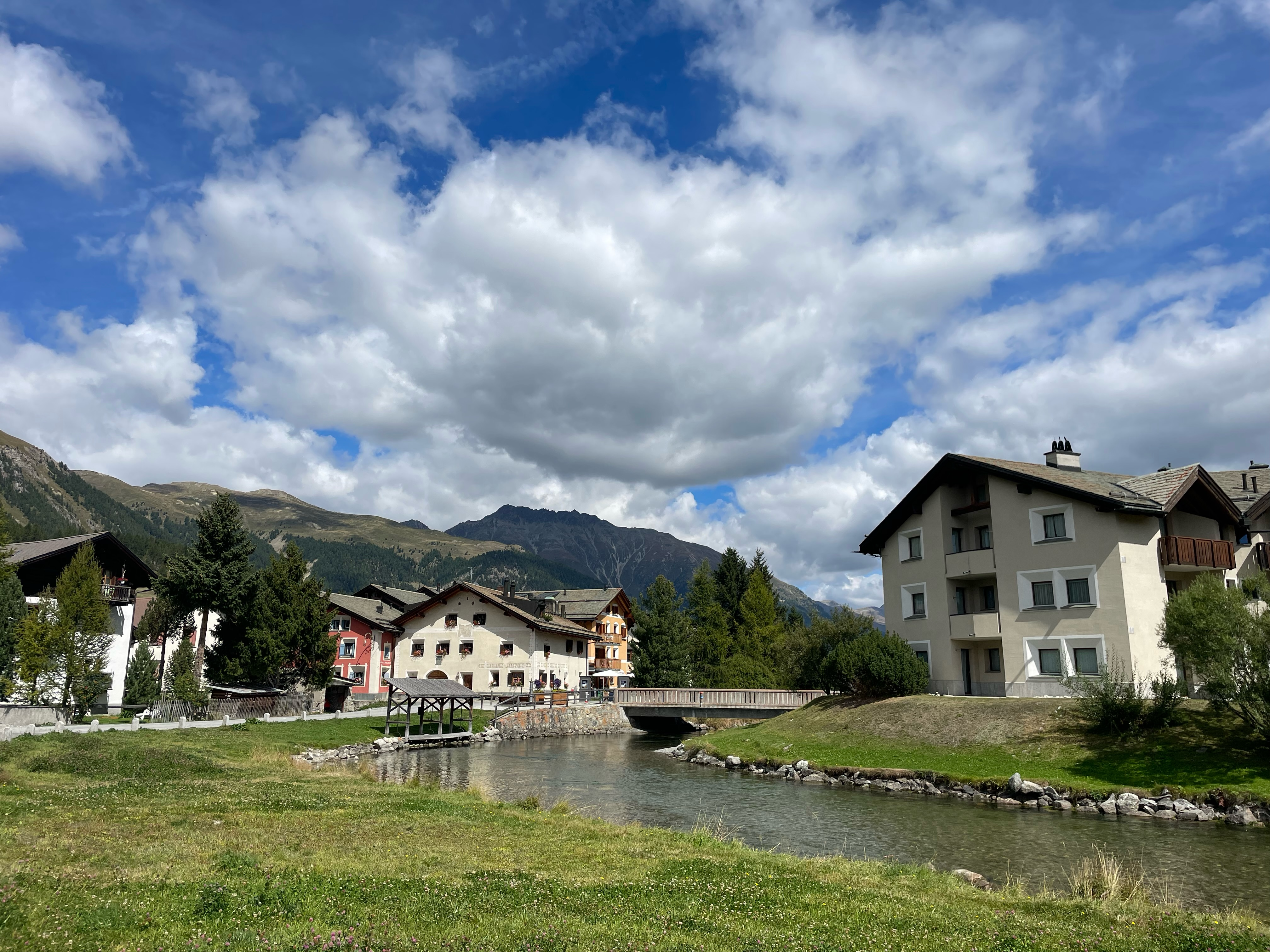
Brücke über den Inn

Celerina liegt im Oberengadin. Die Nachbardörfer sind St. Moritz im Südwesten, Samedan im Nordosten und Pontresina im Südosten. Da das Tal bei Celerina gegen drei Himmelsrichtungen hin geöffnet ist, verzeichnet Celerina mehr Sonnenstunden als die umliegenden Dörfer. Berühmt wurde Celerina vor allem durch seine Bobbahn und die Nähe zum mondänen St. Moritz. Auf dem Territorium von Celerina liegt das Hochplateau Las Trais Fluors.

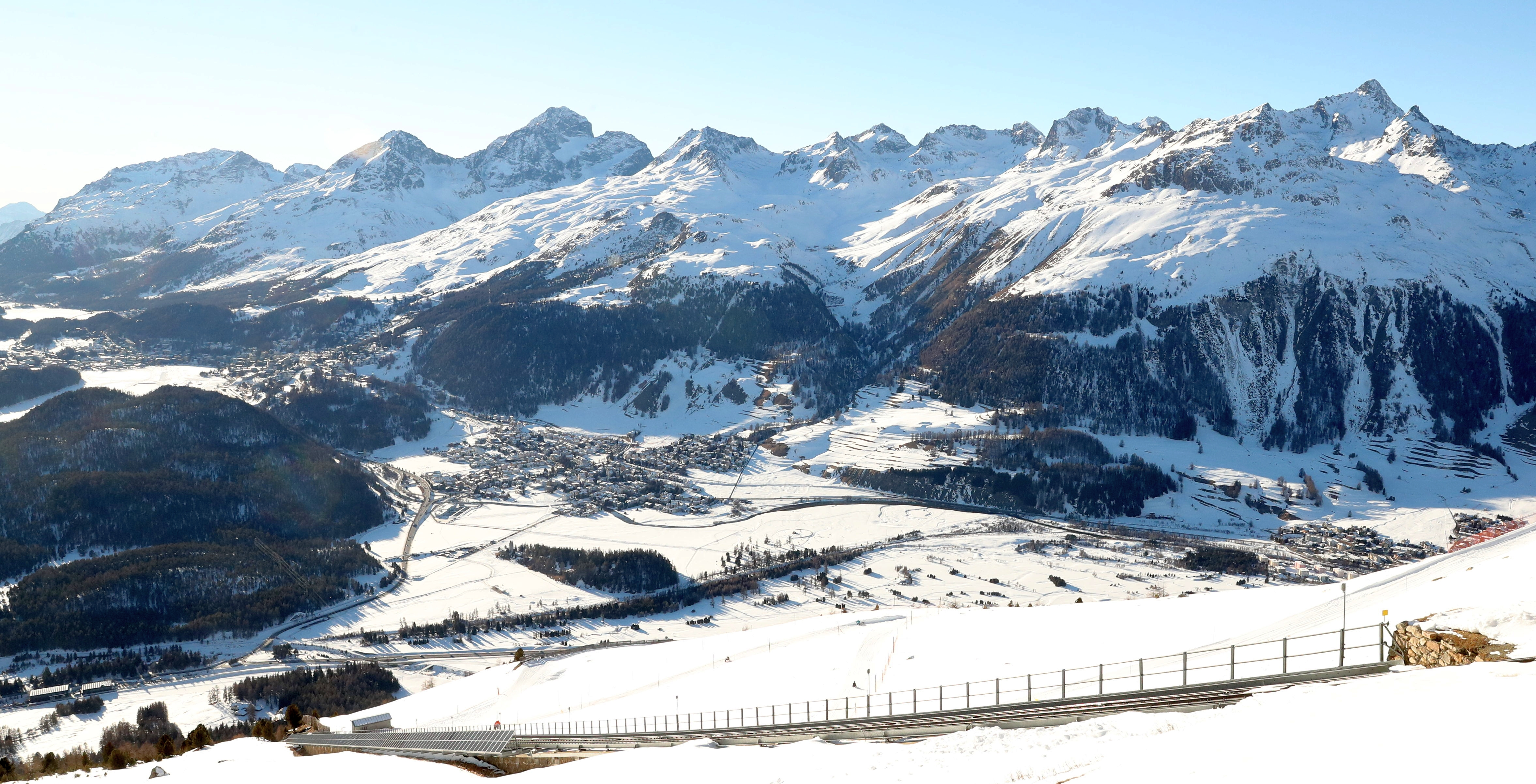
Celerina, vom Muottas Muragl gesehen. Links St. Moritz, rechts Samedan

## Geschichte
Eine Lanzenspitze aus der Eisenzeit wurde 1895 aufgefunden. Etwas südwestlich von Punt Muragl wurden Reste einer Burg Chastlatsch entdeckt. Eine erste Urkunde von 1320 handelt von
Überschwemmungen des Bachs Flaz. Der romanische Kirchturm der Kirche S. Maria in Crasta wurde im 14. Jahrhundert erbaut. 1478 wurde über einer Kapelle in der Innebene aus dem Jahr 1000 die ehemalige Pfarrkirche San Gian mit einschiffigem Langhaus, bemalter Holzdecke und bedeutenden Fresken erbaut. 1577 führte Celerina als letzte Oberengadiner Gemeinde die Reformation ein. Bei einem Dorfbrand 1631 wurden 43 Häuser zerstört. 1669 wurde der grosse Bel Taimpel (deutsch: «Schöner Tempel») im Barockstil errichtet. 1682 wurde der grosse Kirchturm von San Gian vom Blitz getroffen; der Spitzhelm brannte aus und wurde nicht wieder erstellt. Eine Dreifaltigkeits-Kirche aus dem Jahr 1000 stand bei der Innbrücke noch bis um 1800.
Ab 1860 begann der Aufschwung des Tourismus, und erste Hotels entstanden. 1903 wurde die Zielstation der St. Moritzer Bob- und Skeletonbahn auf dem Boden von Celerina erbaut und am 1. Januar 1904 eröffnet. 1891 bis 1968 befand sich die höchstgelegene Bierbrauerei Europas in Celerina. 
Im 20. Jahrhundert wurden die Bäche Flaz und Schlattain eingedämmt, um immer wiederkehrende Schäden zu verhindern. Seit 1958 erschliesst eine Luftseilbahn nach Saluver eine Skiregion. Seither wurden zahlreiche Ferienresidenzen errichtet; in der Folge hat die Zahl italienisch- und deutschsprachiger Zuwanderer zugenommen und jene rätoromanischer Einheimischer abgenommen. 1939 wurde die katholische St.-Antonius-Kirche erbaut. Der Stahlfachwerkturm des Senders Celerina wurde 1973 errichtet.

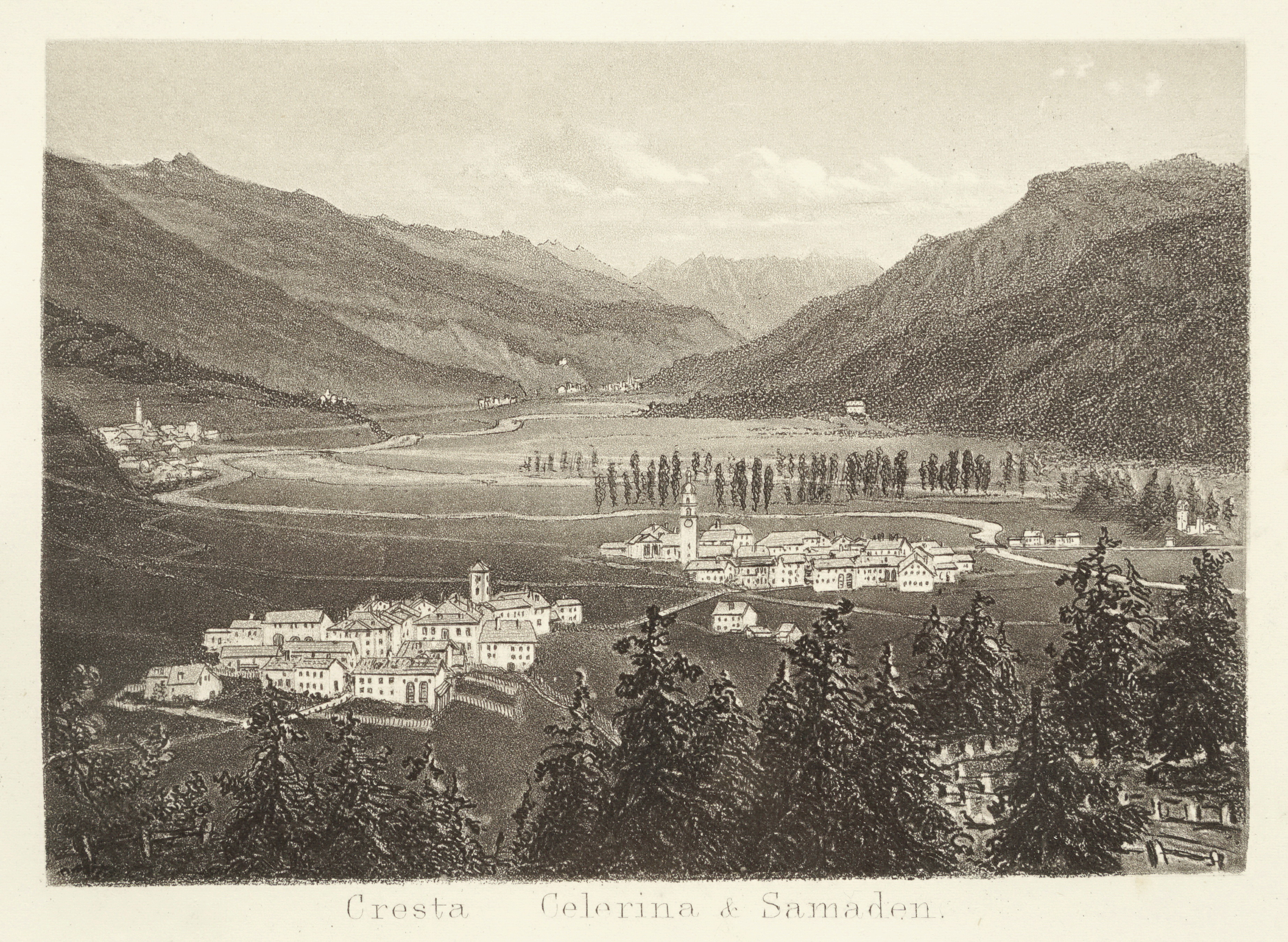
Celerina um 1870, links der heutige Ortsteil Crasta. Radierung von Heinrich Müller
Historisches Luftbild aus 200 m von Walter Mittelholzer, 1919
Historisches Luftbild von Werner Friedli, 1947

## Wappen
| Wappen von Celerina/Schlarigna | Blasonierung: «Geteilt von Gold und Rot, in Gold rotes Mühlrad, in Rot silbernes Kellergewölbe mit zwei Bogen und Stützpfeilern.» |
| Wappen von Celerina/Schlarigna | |

## Bevölkerung
| Bevölkerungsentwicklung | Bevölkerungsentwicklung | Bevölkerungsentwicklung | Bevölkerungsentwicklung | Bevölkerungsentwicklung | Bevölkerungsentwicklung | Bevölkerungsentwicklung | Bevölkerungsentwicklung | Bevölkerungsentwicklung | Bevölkerungsentwicklung | Bevölkerungsentwicklung | Bevölkerungsentwicklung | Bevölkerungsentwicklung |
| ----------------------- | ----------------------- | ----------------------- | ----------------------- | ----------------------- | ----------------------- | ----------------------- | ----------------------- | ----------------------- | ----------------------- | ----------------------- | ----------------------- | ----------------------- |
| Jahr                    | 1850                    | 1900                    | 1950                    | 1980                    | 1990                    | 2000                    | 2005                    | 2010                    | 2012                    | 2014                    | 2016                    | 2020                    |
| Einwohner               | 245                     | 341                     | 713                     | 890                     | 975                     | 1353                    | 1332                    | 1533                    | 1509                    | 1504                    | 1499                    | 1484                    |

### Sprachen
Bis zum Beginn des Fremdenverkehrs sprach die gesamte Einwohnerschaft Puter, eine rätoromanische Mundart. Gaben 1860 noch 96 % und 1880 noch 76,9 % Romanisch als Muttersprache an, so sank dieser Wert 1900 auf 68 und 1941 auf 50 %. Der Rückgang hielt auch nach dem Zweiten Weltkrieg an. Dennoch konnten sich 1990 noch 41 % und im Jahr 2000 35 % der Bewohner auf Romanisch verständigen. Einzige Behördensprache ist allerdings Deutsch. Die Entwicklung der vergangenen Jahrzehnte zeigt folgende Tabelle:
| Sprachen in Celerina/Schlarigna GR |                   |                   |                   |                   |                   |                   |
| Sprachen                           | Volkszählung 1980 | Volkszählung 1980 | Volkszählung 1990 | Volkszählung 1990 | Volkszählung 2000 | Volkszählung 2000 |
| Sprachen                           | Anzahl            | Anteil            | Anzahl            | Anteil            | Anzahl            | Anteil            |
| Deutsch                            | 390               | 43,82 %           | 535               | 54,87 %           | 789               | 58,31 %           |
| Rätoromanisch                      | 273               | 30,67 %           | 198               | 20,31 %           | 173               | 12,79 %           |
| Italienisch                        | 178               | 20,00 %           | 176               | 18,05 %           | 261               | 19,29 %           |
| Einwohner                          | 890               | 100 %             | 975               | 100 %             | 1353              | 100 %             |

Heute gibt es mehr Italienisch- als Romanischsprachige. Dies ist auf die Zuwanderung vermögender Italiener zurückzuführen.

### Religionen und Konfessionen
1577 führte Celerina, als letzte Gemeinde der Region, die Reformation ein. Durch den Tourismus und die damit erfolgte Zuwanderung hat die katholische Konfession im 20. Jahrhundert wieder zugenommen.

### Herkunft und Nationalität
Ende 2005 waren von den 1332 Bewohnern 950 (= 71 %) Schweizer Staatsangehörige.

## Sehenswürdigkeiten

### Kirchen
- San Gian
- Bel Taimpel
- reformierte Kirche Crasta
- römisch-katholische Pfarrkirche

### Häuser
- Chesa Frizzoni, erbaut 1836 von Johannes Badrutt[7]
- Chesa Lorsa, erbaut 1829 von Johannes Badrutt[8]
- Hotel Cresta Palace[9]
- Wohnhaus Las Lavinatschas[10]